# Baruntse
De Baruntse is een 7.129 meter hoge berg in de regio Khumbu in het oosten van Nepal. De berg met vier toppen ligt in het district Sankhuwasabha, in de zone Kosi. De Baruntse ligt in de nabijheid van de Imja Tse, Cho Polu en Num Ri.
De berg werd voor het eerst beklommen op 30 mei 1954 door Colin Todd en Geoff Harrow van een Nieuw-Zeelandse expeditie geleid door Sir Edmund Hillary. De beklimming gebeurde langs de zuidelijke kam. De zuidelijke toegang is nog steeds de meest gebruikelijke route, waar bergklimmers eerst de Mera Peak beklimmen om te acclimatiseren en vandaar verder klimmen naar de vallei van het basiskamp van de Baruntse.
De Nepalese sherpa Chhewang Nima kwam op 23 oktober 2010 om op de Baruntse. Hij was bekend voor negentien beklimmingen van de Mount Everest.